# بطولة الأمم الأربع (الصين)
بطولة الأمم الأربع ( (بالصينية: 四国足球邀请赛) ) هي بطولة لكرة القدم التي نظمها الاتحاد الصيني لكرة القدم والرياضة الدولية والترفيه (ISL).  تأسست البطولة في عام 2000 باعتبارها بطولة فردية تضم أربعة منتخبات وطنية. ومع ذلك ، تم إلغاؤها في عام 2001 بسبب إفلاس ISL. 

## سجل البطولة
| عام  | المدينة المضيفة | الفائز         | الوصيف     | المكان الثالث | المركز الرابع    |
| ---- | --------------- | -------------- | ---------- | ------------- | ---------------- |
| 2000 | قوانغتشو        | الصين          | الأوروغواي | جامايكا       | نيوزيلندا        |
| 2000 | شنغهاي          | الصين          | العراق     | تايلاند       | أوزبكستان        |
| 2001 | شنغهاي          | كوريا الشمالية | الكويت     | الصين         | ترينيداد وتوباغو |

## الهدافين
| الترتيب | اللاعب         | المنخب  | عدد الاهداف | البطولة (البطولات)                       |
| ------- | -------------- | ------- | ----------- | ---------------------------------------- |
| 1       | سو Maozhen     | الصين   | 4           | سبتمبر 2000 (3) و 2001 (1)               |
| 2       | لي ويفينغ      | الصين   | 2           | سبتمبر 2000 (2)                          |
| 2       | ثيردساك شايمان | تايلاند | 2           | سبتمبر 2000 (2)                          |
| 2       | هاو هايدونغ    | الصين   | 2           | كانون الثاني (يناير) 2000 (1) و 2001 (1) |

## أنظر أيضا
- بطولة الأمم الأربعة (كرة القدم النسائية)
- بطولة يونغتشوان الدولية
- كأس الصين